# Mistrzostwa Świata w Gimnastyce Artystycznej 1995
19. Mistrzostwa Świata w Gimnastyce Artystycznej odbyły się w dniach od 20 do 24 września 1995 roku w Wiedniu. Medale zdobywały zawodniczki z pięciu państw: Rosji, Ukrainy, Hiszpanii, Białorusi oraz Bułgarii. Polska nie była reprezentowana przez żadne gimnastyczki.

## Tabela medalowa
| Miejsce | Państwo   | Złoto | Srebro | Brąz | Razem |
| ------- | --------- | ----- | ------ | ---- | ----- |
| 1       | Bułgaria  | 4     | 3      | 0    | 7     |
| 2       | Rosja     | 4     | 1      | 2    | 7     |
| 3       | Ukraina   | 3     | 2      | 3    | 8     |
| 4       | Hiszpania | 1     | 2      | 0    | 3     |
| 5       | Białoruś  | 1     | 1      | 3    | 5     |

## Medalistki
| Konkurencja:                        | Złoto:                                                 | Srebro:                                               | Brąz:                                   |
| Układy indywidualne                 |                                                        |                                                       |                                         |
| wielobój indywidualnie              | Maria Pietrowa Kateryna Serebriańska                   |                                                       | Larisa Łukjanenko Janina Batyrczyna     |
| wielobój drużynowo                  | Rosja                                                  | Bułgaria                                              | Ukraina                                 |
| ćwiczenia z piłką                   | Janina Batyrczyna Amina Zaripova Kateryna Serebriańska |                                                       |                                         |
| ćwiczenia ze skakanką               | Larisa Łukianenko                                      | Maria Pietrowa Kateryna Serebriańska Wiktoria Stadnik |                                         |
| ćwiczenia z maczugami               | Maria Pietrowa Amina Zaripowa                          |                                                       | Kateryna Serebriańska Olena Witryczenko |
| ćwiczenia ze wstążką                | Olena Witryczenko                                      | Larisa Łukianenko Amina Zaripova                      |                                         |
| Drużynowe układy zbiorowe           |                                                        |                                                       |                                         |
| wielobój                            | Bułgaria                                               | Hiszpania                                             | Białoruś                                |
| ćwiczenia z 3 piłkami i 2 wstążkami | Hiszpania                                              | Bułgaria                                              | Rosja                                   |
| ćwiczenia z obręczami               | Białoruś                                               | Hiszpania                                             | Białoruś                                |